# Frente de Liberación del Pueblo de Manipur
El 1 de marzo de 1999 se unieron tres partidos políticos, el People's Revolutionary Party of Kangleipak (PREPAK) dirigido por Achamba, el Revolutionary Peoples Front, dirigido por Irengbam Chaoren, y el United National Liberation Front dirigido por Sana Yaima y formaron el Manipur peoples liberation front para combatir más eficazmente contra la India en favor de la independencia de Manipur.
- Datos: Q5869434